# 19 февруари
19 февруари е 50-ият ден в годината според григорианския календар. Остават 315 дни до края на годината (316 през високосна).

## Събития
- На този ден слънчевите лъчи огряват четирите статуи на Птах, Ра-Хоракти, Рамзес II и Амон-Ра, намиращи се във вътрешността на храма в Абу Симбел. Този феномен се наблюдава и на 21 октомври.
- 356 г. – Константин Велики заповядва да се затворят всички езически храмове в Римската империя.
- 1199 г. – С була на папа Инокентий III е признат новият духовно-рицарски орден – Тевтонският орден.
- 1861 г. – С манифест на император Александър II в Русия е премахнато крепостничеството.
- 1878 г. – Американецът Томас Едисон патентова фонографа.
- 1882 г. – Град Хаджиоглу Пазарджик е преименуван на град Добрич чрез указ на княз Александър Батенберг
- 1886 г. – По стар стил: Сръбско-българската война: След приключване на войната е сключен Букурещки договор между България и Сърбия.
- 1910 г. – Открит е Олд Трафорд – стадионът на един от най-големите английски клубове – Манчестър Юнайтед. Съоръжението е с капацитет 80 000 места и става най-големият стадион на Острова.
- 1915 г. – Първа световна война: Започва Битката за Галиполи.
- 1924 г. – Персийският шах Ахмад е свален от престола.
- 1942 г. – Втора световна война: Японската авиация напада град Даруин, Австралия.
- 1943 г. – Втора световна война: В Тунис започва Битката при прохода Касерин.
- 1949 г. – Политическият кръг „Звено“ престава да съществува самостоятелно и се влива в Отечествения фронт
- 1951 г. – В София се състои премиера на първия антифашистки филм „Тревога“ (по пиеса на Орлин Василев, сцен. Анжел Вагенщайн, реж. Захари Жендов).
- 1963 г. – СССР се съгласява да изтегли войските си от Куба.
- 1985 г. – Самолетът при полет 610 на „Иберия“ се разбива в планината Оиз в Испания и убива 148 души на борда. Това е най-смъртоносният инцидент в историята на „Иберия“ и най-смъртоносният инцидент в окръг Баски.
- 1986 г. – Космическа програма на СССР: В околоземна орбита е изстреляна космическата станция Мир – първата изследователска станция за дълго обитаване.

- 1992 г. – С указ на президента за Главен прокурор на България е назначен Иван Татарчев.
- 2002 г. – Космическият апарат на НАСА Марс Одисий започва мисията по картографиране на повърхността на Марс.
- 2003 г. – Самолет „Илюшин Ил-76“ на иранските авиолинии катастрофира над Шахдад (Иран), загиват 275 души.

## Родени
- 1473 г. – Николай Коперник, полски астроном († 1543 г.)
- 1743 г. – Луиджи Бокерини, италиански композитор († 1705 г.)
- 1792 г. – Родерик Мърчисън, английски геолог († 1871 г.)
- 1812 г. – Зигмунт Крашински, полски поет († 1859 г.)
- 1821 г. – Август Шлайхер, германски езиковед († 1868 г.)
- 1859 г. – Сванте Август Арениус, шведски химик, Нобелов лауреат през 1903 г. († 1927 г.)
- 1861 г. – Рачо Петров, български офицер († 1942 г.)
- 1865 г. – Свен Хедин, шведски изследовател († 1952 г.)
- 1875 г. – Димо Хаджидимов, бъгарски революционер († 1924 г.)
- 1876 г. – Константин Брънкуш, румънски скулптор († 1957 г.)
- 1879 г. – Анхел Кабрера, испански зоолог († 1960 г.)
- 1881 г. – Константин Соларов, български военен деец († 1959 г.)
- 1896 г. – Андре Бретон, френски писател († 1966 г.)
- 1896 г. – Кирил Янчулев, български военен деец († 1961 г.)
- 1897 г. – Йордан Стубел, български поет († 1952 г.)
- 1899 г. – Асен Даскалов, български революционер († 1925 г.)
- 1900 г. – Георгиос Сеферис, гръцки писател, Нобелов лауреат през 1963 г. († 1971 г.)
- 1906 г. – Борис Попов, български политик († 1994 г.)
- 1906 г. – Георгий Тушкан, руски писател († 1965 г.)
- 1917 г. – Маргарете Нойман, немска поетеса († 2002 г.)
- 1919 г. – Петко Бочаров, български журналист († 2016 г.)
- 1922 г. – Стефана Стойкова, български фолклорист († 2021 г.)
- 1924 г. – Лий Марвин, американски актьор († 1987 г.)
- 1925 г. – Борис Арабов, български актьор († 1984 г.)
- 1926 г. – Рос Томас, американски писател († 1995 г.)
- 1929 г. – Жак Дере, френски кинорежисьор († 2003 г.)
- 1940 г. – Сапармурад Ниязов, президент на Туркменистан († 2006 г.)
- 1941 г. – Дейвид Грос, американски физик, Нобелов лауреат
- 1943 г. – Иван Димов, български художник
- 1948 г. – Тони Айоми, британски музикант (Black Sabbath)
- 1949 г. – Пламен Вачков, български политик
- 1952 г. – Данило Тюрк, президент на Словения
- 1953 г. – Атилио Бетега, италиански рали пилот († 1985 г.)
- 1953 г. – Иван Балсамаджиев, български актьор († 2010 г.)
- 1953 г. – Кристина Фернандес де Кирхнер, аржентински политик
- 1954 г. – Францис Буххолц, германски басист
- 1954 г. – Сократес, бразилски футболист († 2011 г.)
- 1955 г. – Джеф Даниълс, американски актьор
- 1960 г. – Принц Андрю, британски принц
- 1960 г. – Хелън Фийлдинг, английска писателка
- 1963 г. – Хана Мандликова, чешка тенисистка
- 1963 г. – Сийл, английски певец
- 1964 г. – Дъг Олдрич, американски китарист
- 1968 г. – Петьо Цеков, български журналист
- 1970 г. – Юасим Канс, шведски рокпевец
- 1977 г. – Джанлука Дзамброта, италиански футболист
- 1978 г. – Ибрахима Гай, сенегалски футболист
- 1983 г. – Детелин Далаклиев, български боксьор
- 1983 г. – Калоян Махлянов, български сумист
- 1987 г. – Ахмед Адли, египетски шахматист
- 1992 г. – Неда Спасова, българска актриса

## Починали
- 197 г. – Клодий Албин, римски управител на Британия (* около 150 г.)
- 1445 г. – Елеонора Арагонска, кралица на Португалия (* около 1402 г.)
- 1826 г. – Атанас Богориди, гръцки писател (* 1788 г.)
- 1837 г. – Георг Бюхнер, германски драматург (* 1813 г.)
- 1897 г. – Карл Вайерщрас, германски математик (* 1815 г.)
- 1916 г. – Ернст Мах, австрийски физик (* 1838 г.)
- 1926 г. – Антон Шоурек, чешки математик (* 1857 г.)
- 1934 г. – Николай Осипов, руски лекар (* 1877 г.)
- 1938 г. – Едмунд Ландау, германски математик (* 1877 г.)
- 1945 г. – Николай Богданов-Белски, руски художник (* 1868 г.)
- 1951 г. – Андре Жид, френски писател, Нобелов лауреат (* 1869 г.)
- 1952 г. – Кнут Хамсун, норвежки писател, Нобелов лауреат през 1920 (* 1859 г.)
- 1960 г. – Цветан Каролев, български оперен певец (* 1890 г.)
- 1964 г. – Александър Брус Биеласки, американски юрист (* 1884 г.)
- 1964 г. – Димитър Баларев, български химик (* 1885 г.)
- 1966 г. – Йордан Ковачев, български писател (* 1895 г.)
- 1969 г. – Петър Завоев, български журналист и писател (* 1880 г.)
- 1980 г. – Бон Скот, австралийки музикант (AC/DC) (* 1946 г.)
- 1988 г. – Андре Курнан, американски лекар и физиолог, роден във Франция, Нобелов лауреат (* 1895 г.)
- 1993 г. – Михаил Янков, български футболист (* 1928 г.)
- 1997 г. – Дън Сяопин, китайски комунистически ръководител и революционер (* 1904 г.)
- 2000 г. – Марин Големинов, български композитор (* 1908 г.)
- 2000 г. – Фриденсрайх Хундертвасер, австрийски архитект и творец (* 1928 г.)
- 2001 г.— Стенли Крамър, американски режисьор и продуцент (* 1913 г.)
- 2012 г. – Георги Черкелов, български актьор (* 1930 г.)
- 2013 г. – Робърт Ричардсън, американски физик, носител на Нобелова награда (* 1937 г.)
- 2014 г. – Валерий Кубасов, съветски космонавт (* 1935 г.)
- 2020 г. – Поп Смоук, рапър (* 1999 г.)

## Празници и чествания
- Световен ден за защита на китовете – Годишнина от решението на Международната китоловна комисия за забрана на китоловната промишленост през 1986 г.
- Туркменистан – Ден на националния флаг
- Васил Левски – почит пред българския национален герой в деня след гибелта му (1873 г.)
- Филотея Атинска